# Fresa

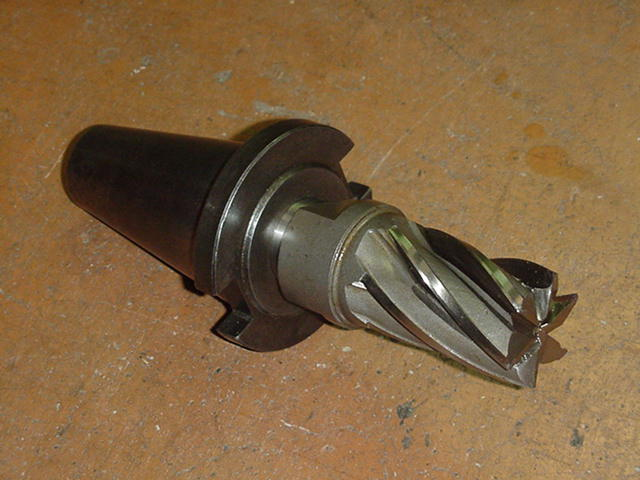
Uma fresa.

Fresas são ferramentas de corte rotativas, constituídas por uma série de dentes e gumes, geralmente dispostos simetricamente em torno de um eixo. Os dentes e gumes, também denominados «arestas de cortes», removem e desbastam o material da peça bruta de modo intermitente (arranque da apara), transformando-a numa peça acabada, isto é, com a forma e dimensões desejadas.
A peça bruta pode ser de madeira ou metal e o trabalho da fresagem pode passar por desbastá-la, entalhá-la ou perfurá-la. 